# Duttaphrynus parietalis
Espèce
Synonymes
- Bufo parietalis Boulenger, 1882

Statut de conservation UICN

 NT  : Quasi menacé
Duttaphrynus parietalis  est une espèce d'amphibiens de la famille des Bufonidae.

## Répartition
Cette espèce est endémique des Ghâts occidentaux en Inde. Elle se rencontre au Kerala, au Tamil Nadu, en Andhra Pradesh et au Karnataka, entre 400 et 900 m d'altitude.

## Description

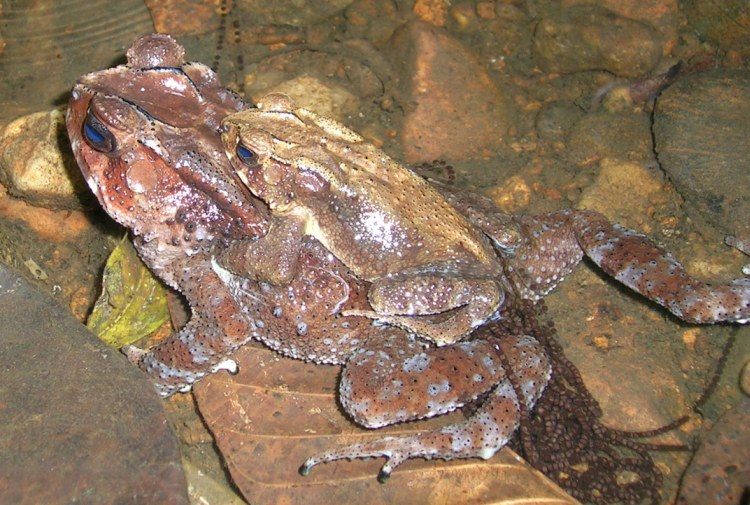
Duttaphrynus parietalis amplexus

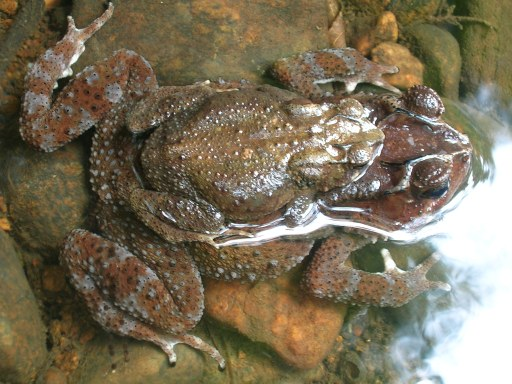
Duttaphrynus parietalis

L'holotype de Duttaphrynus parietalis mesure 82 mm. Cette espèce a la face dorsale brune et la face ventrale marbrée de brun. Le mâle présente un seul sac vocal.

## Publication originale
- Boulenger, 1882 : Catalogue of the Batrachia Salientia s. Ecaudata in the collection of the British Museum, ed. 2, p. 1-503 (texte intégral).